# Cassius Scaeva
Marcus Cassius Scaeva  fue un centurión de la octava legión de César. Sirvió en las legiones de Cayo Julio César, según relata él mismo en De bello civili , durante la Guerra Civil Romana (49-45 a. C.). Scaeva luchó en el año 48 a. C. en la batalla de Dirraquio, actual Albania, y cuando los centuriones superiores de su cohorte resultaron heridos, Scaeva tomó el mando. Contraatacó y expulsó a la cohorte pompeyana atacante hacia la ciudad, a pesar de estar, en palabras de Suetonio, "cegado de un ojo, herido en el muslo y el hombro, y con no menos de 120 agujeros en su escudo ".  (Según Plutarco, la cantidad de flechas en el escudo de Scaeva era 130;  según César, 230.  ) Cuando César llegó, le otorgó a Scaeva el estatus de primus pilus y le triplicó su paga en denarios . César quedó tan impresionado con su actuar que promovió a Scaeva a su Legión X Equestris, donde continuó sirviendo después de la muerte del primus pilus de la Décima, Cayo Crastino, en Farsalia . 